# Galápagosi cápa
A galápagosi cápa (Carcharhinus galapagensis) a porcos halak (Chondrichthyes) osztályának kékcápaalakúak (Carcharhiniformes) rendjébe, ezen belül a kékcápafélék (Carcharhinidae) családjába tartozó faj.

## Előfordulása
A galápagosi cápa nevével ellentétben nem tartozik a Galápagos-szigetek endemikus állatai közé, bár jelentős állománya van itt. A galápagosi cápa világszerte előfordul. Mindhárom óceánban a trópusi szigetek környékén lelhető fel.

## Megjelenése
Ez a kékcápafaj általában 300 centiméter hosszú, de akár 370 centiméteresre is megnőhet. 215-245 centiméteresen már felnőttnek számít. A legnehezebb kifogott példány 85,5 kilogrammot nyomott. A két hátúszó közti kiemelkedés nem olyan nagy, mint a sötétcápa (Carcharhinus obscurus) és a nagyorrú cápa (Carcharhinus altimus) esetében. Teste felül sötétszürke, alul világosabb. Az úszói egyszínűek, bár egyes példányok úszóinak végei szürkék.

## Életmódja
Trópusi porcos hal, amely a korallzátonyok közelében él, 1-286 méteres mélységek között. Általában 30-180 méter mélyen tartózkodik. A partközeli vizeket kedveli. A szigetek környékét és a kontinentális selfeket választja élőhelyül. A tiszta vizű korallokkal vagy kövekkel borított tengerfenék közelségét keresi. Habár a partok mentén él, megfigyelték a nyílt vízben is, körülbelül 50 kilométeres távolságban. A fiatalok a sekély részeket keresik fel. Habár időnként rajokban látható, a galápagosi cápa nem alkot csoportokat, inkább több állat ugyanazon a helyen vadászik. Táplálékát a tengerfenéken keresi. A csontos halak, a kalmárok és a nyolckarú polipok eshetnek áldozatául. A csalikat is lelopkodja, bár ez veszélyes tevékenység a számára. A Galápagos-szigeteken galápagosi medvefókákra (Arctocephalus galapagoensis) és tengeri leguánokra (Amblyrhynchus cristatus) vadászik. Az emberrel szemben agresszív és akár veszélyes is lehet. Legfőbb élősködője az evezőlábú rákokhoz (Copepoda) tartozó Nesippus crypturus és Pandarus smithii.
Legfeljebb 24 évig él.

## Szaporodása
Elevenszülő cápafaj; a pete szikzacskója méhlepényszerűen a nőstény szöveteihez kapcsolódik. Egy alomban 6-16 kis cápa lehet. Születésükkor 57-80 centiméteresek. Párosodáskor a cápák egymáshoz simulnak.

## Felhasználása
A galápagosi cápát csak kisebb mértékben halásszák.

## Képek

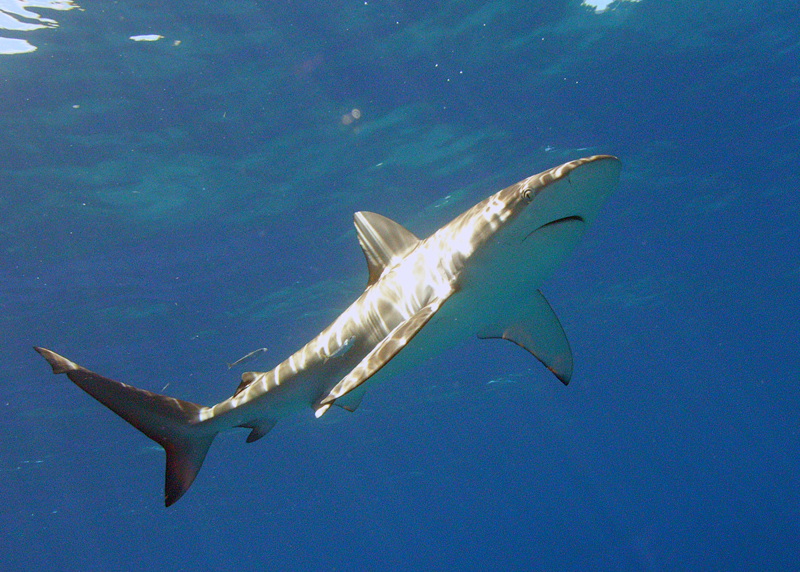
Hawaii közelében
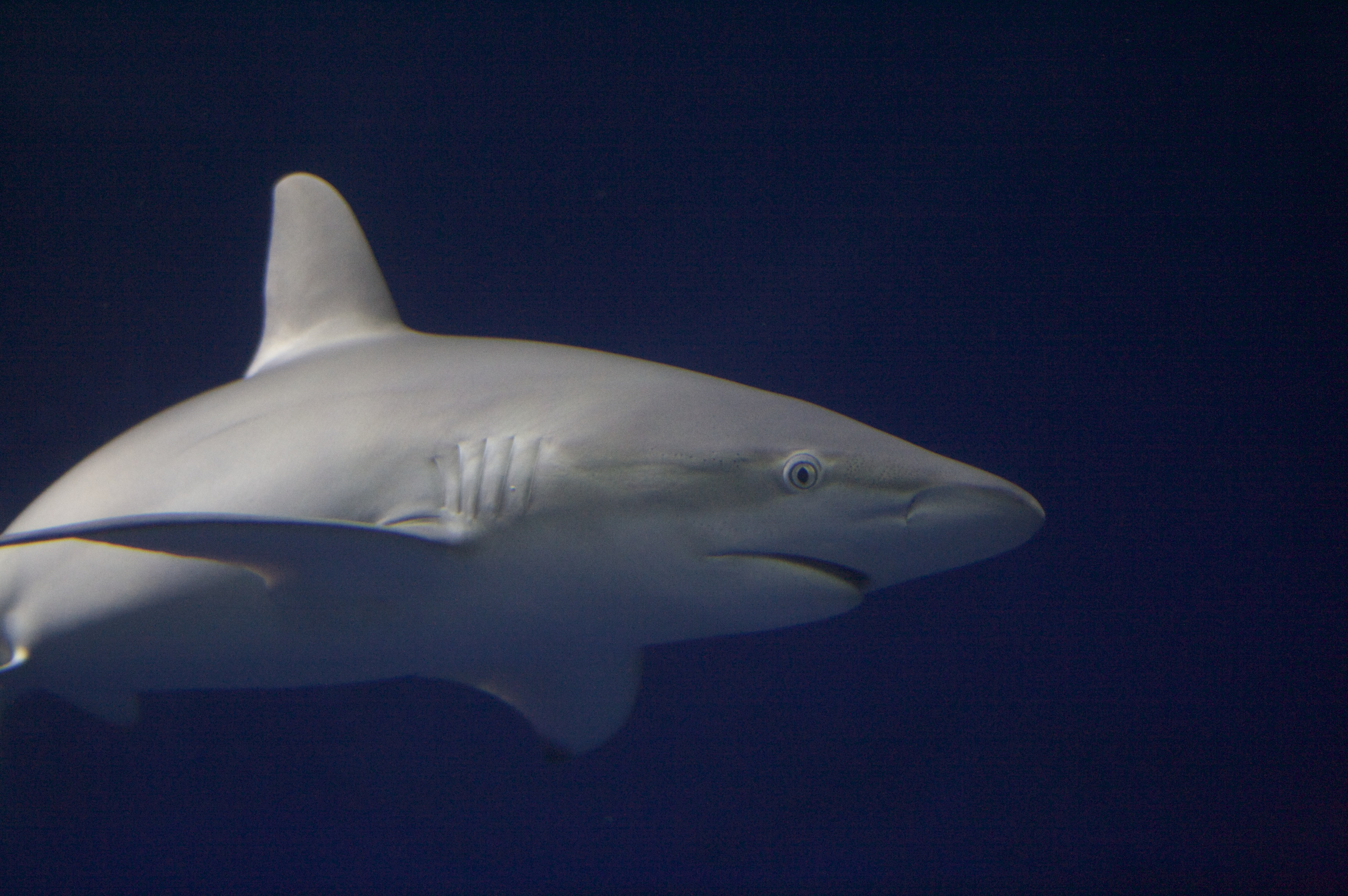
a cápa közelebbről
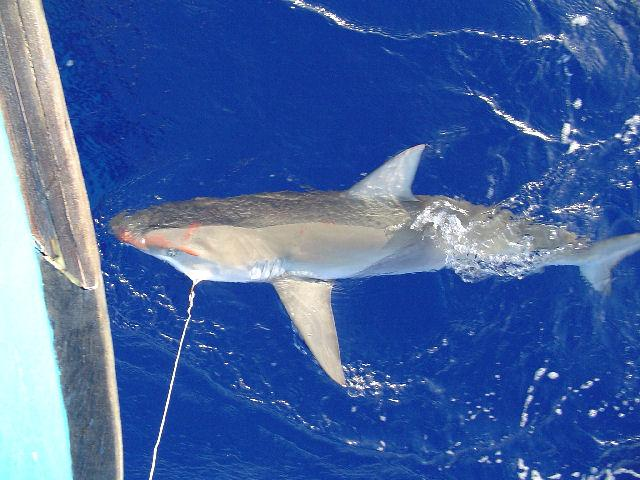
horogra akadva
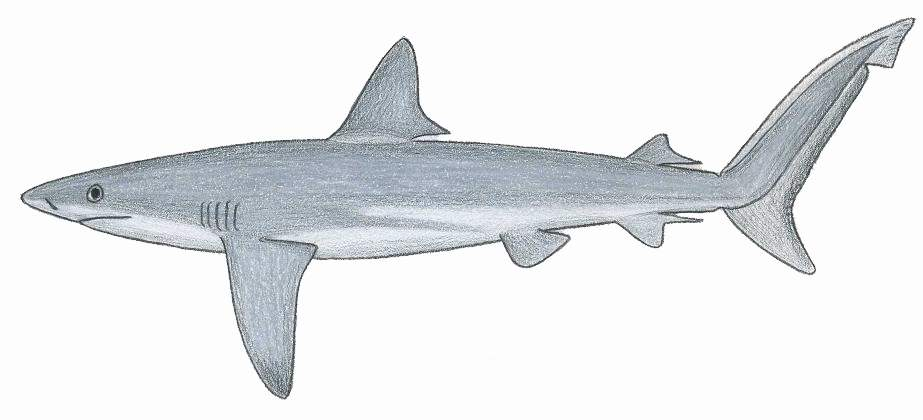
rajz a cápáról